# Верёвкин-Рахальский, Сергей Владимирович
Серге́й Влади́мирович Верёвкин-Раха́льский (род. 26 апреля 1948) — российский генерал-лейтенант, деятель спецслужб России.

## Биография
Родился 26 апреля 1948 года.

### Образование
- Ленинградский институт точной механики и оптики.
- В 1972—1973 годах — курсант Высших курсов КГБ при СМ СССР (город Минск).

### Деятельность
- Работал в Государственном оптическом институте им. С. И. Вавилова (Ленинград), занимался разработкой систем космической фотосъёмки.
- С середины 1970-х годов в Управлении КГБ СССР по Ленинграду и Ленинградской области, занимался борьбой с контрабандой.
- 1993—1999 годы — начальник  Управления ФСБ России по Сахалинской области.
- Апрель 1999 года — апрель 2000 года — начальник управления ФСБ России по Приморскому краю.
- С апреля 2000 года по март 2001 года — заместитель Министра Российской Федерации  по налогам и сборам. Курировал вопросы, связанные с валютным контролем.
- С 21 марта 2001 года — заместитель директора Федеральной службы налоговой полиции Российской Федерации.[1]  (Директор М. Е. Фрадков)[2]
- С февраля 2003 года по февраль 2005 года [3] — заместитель Министра внутренних дел Российской Федерации — начальник Федеральной службы по экономическим и налоговым преступлениям Министерства внутренних дел Российской Федерации.
- С 11 марта по 30 июня 2003 года, одновременно, исполнял обязанности директора Федеральной службы налоговой полиции Российской Федерации до завершения реорганизационных мероприятий, связанных с упразднением этого ведомства.[4]

## Награды
- Медаль «За боевые заслуги»

## Семья
Вдовец. Представитель старой российской дворянской фамилии, генерал в шестом поколении. Его прадед служил у генерала от инфантерии М. Д. Скобелева.
- Дед — генерал-лейтенант Николай Андреевич Верёвкин-Рахальский.
- Отец — генерал-полковник Владимир Николаевич Верёвкин-Рахальский.
- Сын — Алексей Сергеевич (род. 1977), офицер.